# Sneak Me In
Sneak Me In es el séptimo álbum publicado por la banda Lucifer's Friend. Lanzado en 1980, es el segundo y último disco en ser grabado por el cantante Mike Starrs luego del regreso de John Lawton a la banda un año después.
En este disco entra a formar parte de la agrupación Adrian Askew acompañando a Peter Hecht en los teclados. Tal y como su antecesor, en este álbum la banda se inclinó por un estilo mucho más comercial y mainstream comparado con sus anteriores álbumes, pero con elementos más alusivos al pop. Luego del éxito limitado del disco, Mike Starrs se retiró de la banda.

## Listado de canciones

### Lado A
| N.º   | Título          | Escritor(es)     | Duración |  |
| 1.    | «Goodbye Girls» | Lucifer's Friend | 4:07     |  |
| 2.    | «Sneak Me In»   | Lucifer's Friend | 3:12     |  |
| 3.    | «Foxy Lady»     | Lucifer's Friend | 4:33     |  |
| 4.    | «Love Hymn»     | Lucifer's Friend | 5:14     |  |
| 17:06 |                 |                  |          |  |

### Lado B
| N.º   | Título                       | Escritor(es)     | Duración |  |
| 5.    | «Stardancer»                 | Lucifer's Friend | 5:17     |  |
| 6.    | «Indian Summer»              | Lucifer's Friend | 5:19     |  |
| 7.    | «Don't You Know What I Like» | Lucifer's Friend | 3:58     |  |
| 8.    | «Cosmic Crusader»            | Lucifer's Friend | 4:56     |  |
| 19:30 |                              |                  |          |  |

## Personal
- Mike Starrs - Voz
- Peter Hesslein - Guitarra eléctrica, coros
- Dieter Horns - Bajo eléctrico, coros
- Peter Hecht - Teclados
- Herbert Bornhold - Batería, percusión
- Adrian Askew - Teclados, coros

## Otros créditos
Arte y diseño
- Johnny Lee - Dirección de arte
- Ron Coro - Dirección de arte
- Denise Minobe - Diseño
- Aaron Rapoport - Fotografía

- Datos: Q7547454